# وزنه‌برداری در المپیک تابستانی ۱۹۶۰

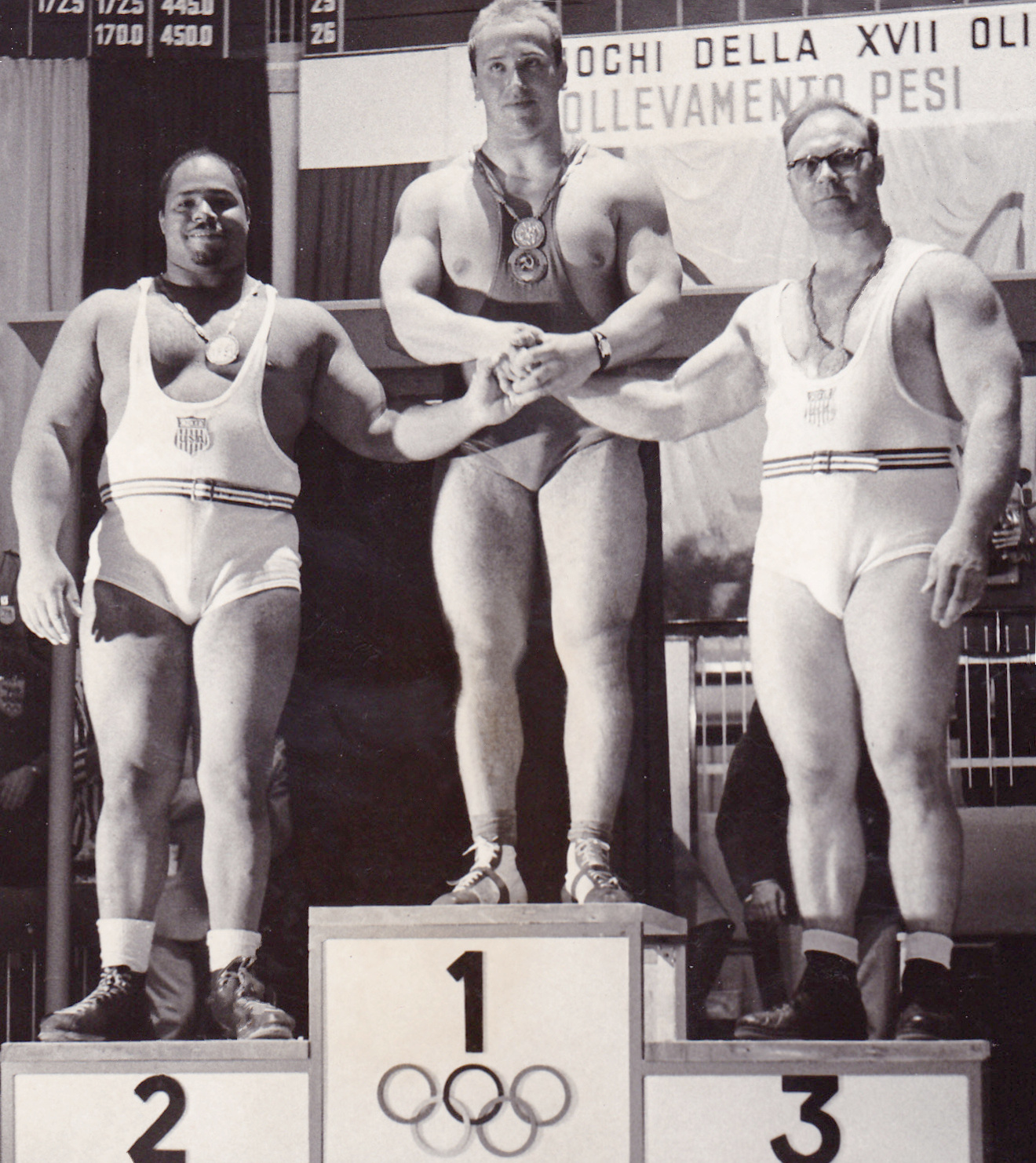
ایمز برادفورد، یوری ولاسوف، نوربرت شیمانسکی 1960

وزنه‌برداری در بازی‌های المپیک تابستانی ۱۹۶۰ نام رویداد ورزش وزنه‌برداری در بازی‌های المپیک تابستانی بود که در سال ۱۹۶۰ برگزار شد. این مسابقات از ۷ بخش تشکیل شده بود که فقط برای مردان بود و در رم، ایتالیا برگزار شد.

## مدال‌آوران
| بازی‌ها  | طلا                                   | نقره                                | برنز                                 |
| 56 kg   | چارلز وینچی · ایالات متحده آمریکا     | یوشینوبو میاکه · ژاپن               | اسماعیل علم‌خواه · ایران              |
| 60 kg   | یوگنی مینایف · اتحاد شوروی            | آیساک برگر · ایالات متحده آمریکا    | سباستیانو مانیرونی · ایتالیا         |
| 67.5 kg | ویکتور بوشوئف · اتحاد شوروی           | تان هووه لیانگ · سنگاپور            | عبدالواحد عزیز · عراق                |
| 75 kg   | الکساندر کریونوف · اتحاد شوروی        | تامی کونو · ایالات متحده آمریکا     | دوزو ورش · مجارستان                  |
| 82.5 kg | ایرنئوش پالینسکی · لهستان             | جیم جورج · ایالات متحده آمریکا      | یان بوچنک · لهستان                   |
| 90 kg   | آرکادی ووروبیوف · اتحاد شوروی         | تروفیم لوماکین · اتحاد شوروی        | لوییس مارتین · بریتانیای کبیر        |
| +90 kg  | یوری ولاسوف (وزنه‌بردار) · اتحاد شوروی | جیمز برادفورد · ایالات متحده آمریکا | نوربرت شمانسکی · ایالات متحده آمریکا |

## جدول مدال‌ها
| رتبه | کشور                      | طلا | نقره | برنز | مجموع |
| ۱    | اتحاد شوروی (URS)         | ۵   | ۱    | ۰    | ۶     |
| ۲    | ایالات متحده آمریکا (USA) | ۱   | ۴    | ۱    | ۶     |
| ۳    | لهستان (POL)              | ۱   | ۰    | ۱    | ۲     |
| ۴    | ژاپن (JPN)                | ۰   | ۱    | ۰    | ۱     |
| ۴    | سنگاپور (SIN)             | ۰   | ۱    | ۰    | ۱     |
| ۶    | بریتانیای کبیر (GBR)      | ۰   | ۰    | ۱    | ۱     |
| ۶    | مجارستان (HUN)            | ۰   | ۰    | ۱    | ۱     |
| ۶    | ایران (IRI)               | ۰   | ۰    | ۱    | ۱     |
| ۶    | عراق (IRQ)                | ۰   | ۰    | ۱    | ۱     |
| ۶    | ایتالیا (ITA)             | ۰   | ۰    | ۱    | ۱     |
|      | مجموع                     | ۷   | ۷    | ۷    | ۲۱    |